# Dub Taylor
Walter Clarence Taylor Jr, mais conhecido como Dub Taylor (Richmond, 26 de fevereiro de 1907 – Los Angeles, 3 de outubro de 1994) foi um ator de cinema e televisão. Nasceu em Richmond, Virgínia, Estados Unidos da América. Participou sobretudo em filmes do cinema western, mas também em filmes de comédia.